# Maternové z Květnice
Maternové z Květnice byli český vladycký rod odvozující svůj původ od hradu Květnice, který stával v okrese Praha-východ.

## Historie
Prvním jistým předkem rodu je Jan z Květnice († okolo roku 1490) s manželkou Tabitou z Raškovic.[zdroj⁠?!] Jejich syn Václav koupil roku 1501 Přítoky. Václav měl syny Jindřicha († 1537), Zikmunda († 1579) a Zdenka († před 1554), kteří založili tři rodové linie: přítockou, třebešickou a radovesnickou.[zdroj?]
Po bitvě na Bílé hoře c od roku 1628 – žila šlechtična Anna Dorota Robnhapová, rozená Maternová z Květnice, se svým manželem Albrechtem Rabenhauptem v Pirně. V letech 1640 a 1641 byli uvedeni v seznamu pobělohorských exulantů v Žitavě. Po smrti manžela († 26. května 1641, Žitava) se vdova přestěhovala do Drážďan, kde 19. dubna 1655 sepsala svou závěť. V poslední vůli, jež byla zveřejněna 2. ledna 1658, odkázala (mimo jiné) církvičce české v Drážďanech padesát říšských tolarů.
Potomci rodu žijí v Praze, v Kanadě a ve Švýcarsku.

## Erb
Na červeném štítě černá býčí hlava v průčelí s vyplazeným jazykem a bílými rohy; huba prostřelena šípem s modrým hrotem, zlatým šípištěm a bílým opeřením, přikr. černá červená, nad helmem rohy, černý a červený.[zdroj?]

## Příbuzenstvo
Spojili se s Věžníky, Kluckými z Libodřic, Kapouny ze Svojkova nebo Robmhapy ze Suché.